# Célébrations de chants et danses baltes
La célébration de chants et danses baltes regroupe de grands festivals de musique organisés tous les cinq ans en Estonie et Lettonie, et tous les quatre ans en Lituanie. Ces festivals durent plusieurs jours et peuvent rassembler jusqu’à 40 000 chanteurs et danseurs.
« Les célébrations de chants et danses baltes » ont été proclamées en 2003 puis inscrites en 2008 par l'UNESCO sur 
la liste représentative du patrimoine culturel immatériel de l’humanité.

## Histoire

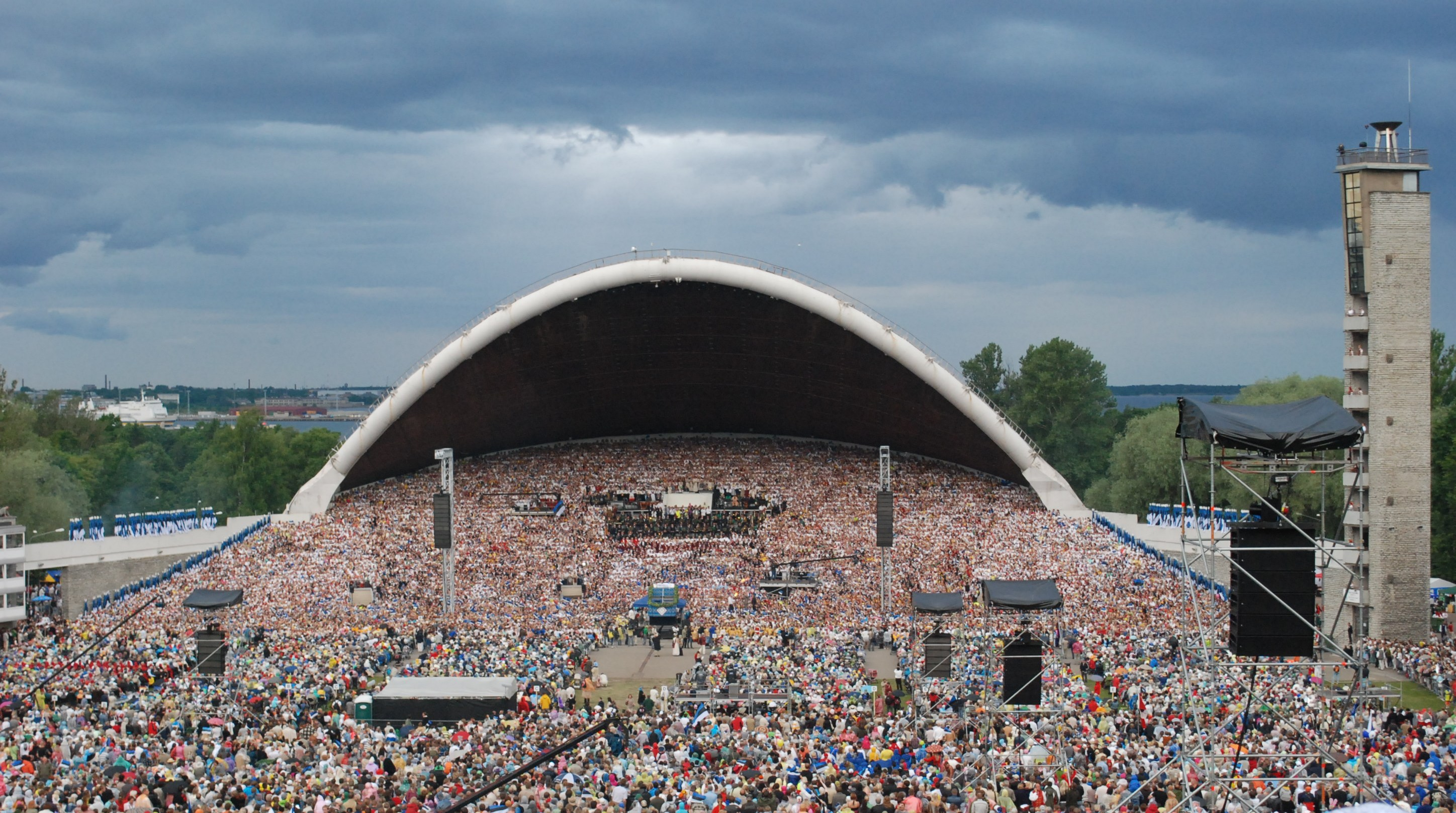
Avant l'ouverture du 25e festival à Tallinn en 2009

Les chœurs les plus actifs des trois États baltes ont participé pour la première fois à des célébrations en Estonie en 1869 et en Lettonie en 1873. La Lituanie a accueilli sa première célébration en 1924.
Lors de l'annexion des États baltes par l'Union soviétique à la fin de la Seconde Guerre mondiale, les chansons de la fête devaient glorifier Lénine et les idées soviétiques, la plus grande partie du répertoire traditionnel avait été interdit. Au milieu des années 1980 le programme des fêtes déterminé par les autorités était de moins en moins respecté. Entre 1987 et 1991 un mouvement nommé Révolution chantante contestait en chansons le régime soviétique. 